# Bhainsa
Bhainsa é uma vila e um município no distrito de Adilabad, no estado indiano de Andhra Pradesh.

## Demografia
Segundo o censo de 2001, Bhainsa tinha uma população de 41 003 habitantes. Os indivíduos do sexo masculino constituem 52% da população e os do sexo feminino 48%. Bhainsa tem uma taxa de literacia de 54%, inferior à média nacional de 59,5%; com 60% dos homens e 40% das mulheres alfabetizadas. 17% da população está abaixo dos 6 anos de idade.